# A Sötét angyal szereplőinek listája
A Dark Angel sorozat szereplői:

## Első évad
- Max Guevara:

Max (X5-452) egy génmanipulált szuperharcos, aki a Manticore nevű titkos kormányzati intézmény "készítménye". 9 éves korában tizenegy társával sikeres szökést hajtott végre a Manticore-ból. Biciklis futárként dolgozik a Jam Pony futárszolgálatnál, éjszakánként pedig besurranó tolvajként tevékenykedik, emellett pedig kutat elveszett testvérei után, valamint segít a Szempárnak az igazság kiderítésében. A nyakán lévő vonalkódja alapján azonosítható, vonalkódjának száma: 332960073452.
- Logan Cale (Szempár):

Logan földalatti újságíróként, gerilla tévéadásaival igyekszik tájékoztatni a polgárokat a világ tényleges állásáról, emellett segít Max-nek megtalálni testvéreit és felfedezni végzetét.
- Cindy

Max munkatársa, legjobb barátnője és ivócimborája. Logan után ő az első aki rájön Max titkára. Szívesen beszél magáról harmadik személyben, mellesleg leszbikus.
- Normal:

Igazi neve Reagan Ronald. A Jam Pony főnöke, konzervatív beállítottságú, hőse nem más, mint George H. W. Bush. Gyakori szavajárása a "bip, bip, bip", mellyel siettetni próbálja alkalmazottait. Ki nem állhatja a génmanipuláltakat, de amikor világra segít egy génmanipulált babát megváltozik az álláspontja.
- Donald Lydecker:

Lydecker ezredes a Manticore egyik legrégebbi alkalmazottja, kiképzőtiszt, de az X5-ösök szökése után fő feladata azok felkutatása lesz. Amikor azonban munkaadói elárulják Logan, Max és a többi X5-ös segítségére siet.
- Zack:

Azonosítószáma X5-599, a tizenkét szökevény vezére. Ő az egyetlen, aki minden testvére hollétéről tud és segíti őket baj esetén. Vonalkódjának száma: 330417291599.

## A második évad fontosabb új szereplői
- Alec: Alec (X5-494) Max "tenyészpárja" a Manticore-ban, nevét Max-től kapja. Segít Max szökésében és a Manticore pusztulása után Seattle-be költözik és a Jam Ponynál talál állást. Monty Cora néven bunyós karrierbe is kezd, de hamar rájön, hogy jobb, ha kerüli az effajta feltűnést. Kezdeti ingadozása után Max egyik legfontosabb szövetségesévé válik. Vonalkódjának száma: 331845739494.
- Ames White: Max főellensége a második évad során. Feladata a Manticore szökevényeinek likvidálása, de hamar kiderül, hogy több ő, mint egyszerű kormányügynök, tagja egy ősi kultusznak, mely a felsőbbrendű faj megalkotásán dolgozik.
- Joshua: A Manticore és egyben Sandeman első teremtménye, az egyetlen génmanipulált, akinek nincs vonalkódja. Külseje eléggé egyedi, köszönhetően a túlzott mennyiségű kutya DNS-nek a vérében, ennek köszönheti ugyanakkor emberfeletti erejét és kifinomult szaglását. Szökése után Seattle-ben telepedik le, de külseje miatt kerülnie kell a feltűnést. Max leghűségesebb, de nem legszófogadóbb szövetségese és barátja.
- Asha Barlow: Asha az S.1.W. nevű gerillacsoport tagja, akik a maguk módján harcolnak a kormányzati korrupció ellen. Logan közeli munkatársa, ennek ellenére nem is sejti, hogy Logan és a Szempár egy, és ugyanaz a személy.